# Barclay James Harvest
Barclay James Harvest – rockowa grupa brytyjska. Powstała w 1966 roku, została rozwiązana w 1998 roku.
W muzyce zespołu można odnaleźć ślady Procol Harum, King Crimson, czy The Moody Blues. Muzykę zespołu charakteryzują bogate aranżacje i melodyjność.
W końcu lat dziewięćdziesiątych muzycy pokłócili się i formacja podzieliła się na dwie. Śpiewający gitarzysta John Lees i śpiewający klawiszowiec Stuart Wolstenholme założyli jedną jej wersję, nazywaną John Lees' Barclay James Harvest. A śpiewający basista Les Holroyd i perkusista Mel Pritchard stanęli na czele innej – Barclay James Harvest Featuring Les Holroyd.
Mel Pritchard zmarł na atak serca 28 stycznia 2004, Stuart „Woolly” Wolstenholme odebrał sobie życie w wyniku depresji 13 grudnia 2010 roku.

## Skład
- John Lees (ur. 13 stycznia 1947) – śpiew, gitara (1966 – 1998)
- Les Holroyd (ur. 12 marca 1948) – śpiew, gitara basowa, gitara, instrumenty klawiszowe (1966 – 1998)
- Stuart Wolstenholme (ur. 15 kwietnia 1947, zm. 13 grudnia 2010) – śpiew, instrumenty klawiszowe, melotron, gitara (1966 – 1979)
- Melvyn Pritchard (ur. 20 stycznia 1948, zm. 28 stycznia 2004) – perkusja, instrumenty perkusyjne (1966 – 1998)

## Dyskografia

### Albumy studyjne

#### Barclay James Harvest
- 1970 – Barclay James Harvest
- 1971 – Once Again
- 1971 – Barclay James Harvest and Other Short Stories
- 1972 – Baby James Harvest
- 1974 – Everyone is Everybody Else
- 1975 – Time Honoured Ghosts
- 1976 – Octoberon
- 1977 – Gone to Earth
- 1978 – XII
- 1979 – Eyes of the Universe
- 1981 – Turn of the Tide
- 1983 – Ring of Changes
- 1984 – Victims of Circumstance
- 1987 – Face to Face
- 1990 – Welcome to the Show
- 1993 – Caught in the Light
- 1997 – River of Dreams

#### John Lees’ Barclay James Harvest
- 1999 – Nexus
- 2013 – North

#### Barclay James Harvest featuring Les Holroyd
- 2002 – Revolution Days

### Albumy koncertowe

#### Barclay James Harvest
- 1974 – Live
- 1978 – Live Tapes
- 1982 – Berlin – A Concert for the People
- 1988 – Glasnost
- 2002 – BBC in Concert 1972
- 2008 – After the Day (The Radio Broadcasts 1974–1976)

#### John Lees’ Barclay James Harvest
- 2000 – Revival (Live 1999)
- 2007 – Legacy – Live At The Shepherds Bush Empire, London 2006

#### Barclay James Harvest featuring Les Holroyd
- 2003 – Live in Bonn
- 2006 – Classic Meets Rock (with Prague Philharmonic Orchestra)

### Albumy kompilacyjne

#### Barclay James Harvest
- 1972 – Early Morning Onwards
- 1977 – The Best of Barclay James Harvest Vol. 1
- 1979 – The Best of Barclay James Harvest Vol. 2
- 1980 – Mocking Bird – The Early Years
- 1981 – The Best of Barclay James Harvest Vol. 3
- 1985 – The Compact Story of BJH
- 1987 – Another Arable Parable
- 1990 – Alone We Fly
- 1991 – The Harvest Years
- 1992 – The Best of Barclay James Harvest
- 1993 – Loving Is Easy – Best
- 1993 – Sorcerers and Keepers
- 1996 – Endless Dream
- 1997 – The Best of Barclay James Harvest
- 1997 – Mocking Bird
- 1999 – Master Series
- 2000 – The Collection
- 2001 – Mockingbird
- 2001 – Mocking Bird – The Best of Barclay James Harvest
- 2005 – All Is Safely Gathered In
- 2009 – Sea of Tranquility: The Polydor Years 1974–1997
- 2011 – Taking Some Time On: The Parlophone-Harvest Years (1968-73)

#### Barclay James Harvest featuring Les Holroyd
- 2006 – Evolution Years – The Best of Barclay James Harvest featuring the songs of Les Holroyd

### Single

#### Barclay James Harvest
- 1968 – Early Morning / Mister Sunshine
- 1969 – Brother Thrush / Poor Wages
- 1970 – Taking Some Time On / The Iron Maiden
- 1971 – Mocking Bird / Vanessa Simmons
- 1972 – I’m Over You / Child of Man
- 1972 – Breathless / When the City Sleeps (jako grupa "Bombadil")
- 1972 – Thank You / Medicine Man
- 1973 – Rock and Roll Woman / The Joker
- 1974 – Poor Boy Blues / Crazy City
- 1975 – Mocking Bird / Galadriel
- 1975 – Titles / Sweet Jesus
- 1977 – Rock ’n’ Roll Star (live) / Crazy City
- 1977 – Hymn / Our Kid’s Kid
- 1978 – Friend of Mine / Suicide? (live)
- 1978 – Loving Is Easy / Polk Street Rag (live)
- 1979 – Love on the Line / Alright Down Get Boogie
- 1979 – Sip of Wine / Hymn
- 1980 – Capricorn / Berlin
- 1980 – Life Is for Living / Sperratus
- 1981 – Child of the Universe (live) / Back to the Wall
- 1983 – Just a Day Away / Rock ’n’ Roll Lady (live)
- 1983 – Waiting for the Right Time (edit and remix) / Blow Me Down
- 1983 – Ring of Changes (remix) / Blow Me Dow
- 1984 – Victims of Circumstance / Love on the Line (live)
- 1984 – I’ve Got a Feeling / Rebel Woman
- 1986 – He Said Love / On the Wings of Love
- 1990 – Cheap the Bullet / Shadows on the Sky
- 1987 – Panic (edited remix) / All My Life
- 1990 – Welcome to the Show / If Love Is King
- 1990 – Halfway to Freedom / African (live)
- 1990 – John Lennon’s Guitar / The Life You Lead
- 1992 – Stand Up / Is It Really True